# La Paquera de Jerez
La Paquera de Jerez est le nom artistique de Francisca Méndez Garrido (Jerez de la Frontera, 20 mai 1934 - 26 avril 2004). Chanteuse gitane andalouse de Flamenco. Elle est la nièce de El Pili, la sœur de Alfonso Méndez et de Margari Méndez et tante de Las Paqueras.

## Biographie
Francisca Méndez Garrido est née le 20 mai 1934 à Jerez de la Frontera, dans le célèbre quartier de San Miguel, qui a vu défiler de nombreux artistes du Flamenco. Elle décède le 26 avril 2004 dans cette même ville.
Très jeune, elle quitte l'école pour chanter lors des fêtes, baptêmes, mariages ou tout autre événement afin d'apporter une aide financière à sa famille en période de famine et d'après guerre espagnole. 
Dans ces débuts difficiles le cantaor Aurelio Sellés la soutient. La Paquera voit alors sa carrière commencer aux côtés de la danseuse Matilde Coral.
Elle enregistre son tout premier disque en 1953. La répétition de ses chansons à la radio et son arrivée à la tablao de Madrid El Corral de la Morería en 1957 font monter en puissance sa popularité dans toute l'Espagne.
En 1959 à la suite du grand succès de son premier spectacle España por bulerías, La Paquera se fait un nom dans le monde Flamenco.
Sa voix particulièrement puissante s'entoure d'une ou plusieurs guitares, claquettes, jaleadores, et parfois piano et violon.
La Paquera de Jerez a l'occasion de chanter aux côtés de grands Maestros du Flamenco : Camarón de la Isla, Fernanda y Bernarda de Utrera, Matilde Coral, La Perla de Cádiz, Lola Flores, Maria Solea, Farruco, Chocolate et bien d'autres encore.

## Prix et reconnaissances
- 1964 : Nomination populaire du journal Pueblo.
- 1971 : Prix Niña de los Peines.
- 1971 : Copa de Jerez de la Cátedra de Flamencología.
- Proclamée Reine de la Bulería, à Jerez de la Frontera.
- 1980 : Prix national de chant en 1980.
- 2003 : Médaille d'or du mérite des beaux-arts par le Ministère de l'Éducation, de la Culture et des Sports[3].

## Tablaos et spectacles
- 1957: Tablaos El Corral de la Morería, Madrid.
- 1959: España por bulerías, son premier spectacle (tournée dans toute l'Espagne).
- 1960: Arte Español, York Club (salle de Madrid).
- 1960: Así se canta en Jerez, tournée dans toute l'Espagne.
- 1961: Carrusel de canciones, Circo Price.
- 1961: Alegrías de Andalucía, Teatro Cómico de Madrid.
- 1962: Ronda de canciones, tournée dans toute l'Espagne.
- 1963: Tablao Las Brujas, Madrid.
- 1965: Bronce y Solera.
- 1965: Embrujo y tronío.
- 1968 et 1970: Tablao Los Gallos, Séville.
- 1972: Tablao los Canasteros, Madrid.
- 1976: Tablao La Trocha, Séville.
- 1978: Embrujo y tronío, spectacle renouvelé.
- 1984: III Bienal de Arte Flamenco Ciudad de Sevilla.
- 1986: III Cumbre Flamenca de Madrid.

## Discographie
- La Paquera de Jerez
- Saetas de la Paquera de Jerez
- Esto nuestro
- Antología de la Canción Española
- La Paquera por sevillanas
- Una Flamenca de tronío
- La Paquera de Jerez por bulerías
- Fandangos